# Toeba
De Toeba (Russisch: Туба) is een rivier in de Russische kraj Krasnojarsk. De rivier ontstaat uit de bronrivieren Kazyr en Amyl en stroomt na 119 kilometer (met de Kazyr: 507 kilometer) uit in het Stuwmeer van Krasnojarsk van de Jenisej, waarbij de monding onderdeel vormt van het stuwmeer. De rivier stroomt over de uitlopers van de Oostelijke Sajan en door de Minoesinskdepressie, waarbij ze onderverdeeld wordt in rivierarmen. In het stroomgebied van de Toeba bevinden zich meer dan duizend meren met een totaaloppervlakte van 91 km².
De rivier is bevroren van eind oktober, begin november tot april, begin mei en is bevaarbaar tot 99 kilometer van de monding. Over de rivier lopen twee autowegen en een spoorlijn.